# S.T.U.N. Runner
S.T.U.N. Runner (volledige naam: Spread Tunnel Underground Network Runner) is een racespel ontwikkeld door Atari. Het spel kwam in 1989 uit als arcadespel. Een jaar later werd het voor de Amiga, Amstrad CPC, Atari Lynx, Atari ST, Commodore 64, DOS en de ZX Spectrum uitgebracht. Tevens is het spel onderdeel van het verzamelpakket Midway Arcade Treasures 3 uit 2005.

## Gameplay
Het spel is gebaseerd op het gelijknamige arcadespel uit 1989 en speelt zich af in het jaar 2492. De speler moet een voertuig besturen, welke een topsnelheid heeft van 1448 kilometer per uur. Met dit voertuig moet de speler binnen een bepaalde tijd een parcours afleggen.
Er zijn echter vijanden op elk parcours aanwezig, denk hierbij aan gepantserde drones en voertuigen die lijken op vogels. De speler kan deze vijanden ontwijken of aanvallen. Wanneer men echter een vijand raakt, verliest hij of zij een van de zes schilden van het voertuig.

## Platforms
| Jaar | Platform                                                     |
| ---- | ------------------------------------------------------------ |
| 1989 | Arcade                                                       |
| 1990 | Amiga, Amstrad CPC, Atari ST, Commodore 64, DOS, ZX Spectrum |
| 1991 | Lynx                                                         |

## Ontvangst
| Beoordeeld door                       | Platform     | Datum            | Score |
| ------------------------------------- | ------------ | ---------------- | ----- |
| The Atari Times                       | Lynx         | 12 februari 2001 | 90%   |
| ASM (Aktueller Software Markt)        | Lynx         | november 1991    | 75%   |
| Digital Press - Classic Video Games   | Lynx         | 26 december 2003 | 70%   |
| Power Play                            | Lynx         | februari 1992    | 64%   |
| ACE (Advanced Computer Entertainment) | Amiga        | februari 1991    | 48%   |
| Zzap!                                 | Commodore 64 | februari 1991    | 48%   |
| Amiga Joker                           | Amiga        | januari 1991     | 38%   |
| Zzap!                                 | Amiga        | februari 1991    | 37%   |
| Power Play                            | Commodore 64 | maart 1991       | 31%   |
| Power Play                            | Amiga        | maart 1991       | 29%   |